# Eugenia Diordiychuk
Eugenia Diordiychuk (en ucraniano: Євгенія Діордійчук; 30 de marzo de 1983) es una modelo de glamour ucraniana.

## Biografía
Nació y pasó sus primeros años en la República Socialista Soviética de Ucrania. Se licenció de diseño de moda, pero abandonó para seguir su carrera como modelo erótica. En 2013, comenzó a modelar en los Estados Unidos para la marca de ropa American Apparel.
En 2015, el sitio de entretenimiento TC Candler la ubicó en el puesto 83 entre las 100 mujeres con el rostro más bello del mundo.

### Softporn
En 2003, bajo el seudónimo Katie Fey, comienza su carrera como modelo erótica, sin incluir desnudos completos. A partir de 2004, luego de ganar experiencia y seguidores, comenzó a realizar sesiones de soft core.
Ha participado en sesiones para los sitios web Teen Stars Magazine (bajo el nombre de "Shawnee"), Met Art (bajo el nombre de "Jenya D") y Playboy Ucrania. Esa última aparición le valió ser elegida como la Playmate ucraniana del Año 2009 en dicha revista. Además, ha aparecido en portadas de Playboy para Argentina, Grecia, Sudáfrica, Países Bajos, Colombia, Serbia, España, Rusia y República Checa.

### Pintura
Según ella misma afirma, «la pintura no es solo algo que hago, es algo que produce un cambio en mí misma y los demás». Eugenia mantiene una página web en la que muestra sus propias obras, en un estilo marcadamente naíf.

## Reconocimientos y nominaciones
| Año  | Reconocimiento  | Categoría                         | Resultado |
| ---- | --------------- | --------------------------------- | --------- |
| 2015 | TC Candler      | The 100 Most Beautiful faces 2015 | # 83      |
| 2011 | Playboy.com     | Ciber-chica de la semana (abril)  | Ganadora  |
| 2011 | Playboy.com     | Ciber-chica de agosto             | Ganadora  |
| 2009 | Playboy Ukrania | Playmate del Año                  | Ganadora  |
| 2009 | Playboy Rusia   | Playmate del Año                  | Nominada  |